# JR東日本労働組合
JR東日本労働組合（ジェイアールひがしにほんろうどうくみあい）は、東日本旅客鉄道（JR東日本）社員により組織された労働組合の一つ。略称は東日本ユニオン（ひがしにほんユニオン）。
日本労働組合総連合会に所属する連合組織である日本鉄道労働組合連合会（JR連合）に加盟申請していたが、現在はJR連合との関係を白紙にしている。

## 概要
国鉄分割民営化後に、鉄道労働組合（鉄労）の影響力が強かった仙台・新潟地区の旧鉄労系組合員を中心に結成された、少数派（非主流派）の労働組合である。
2004年（平成16年）に、JR東日本労組（東日本鉄産労・JR東労組脱退者が結成したJR東新労・JRグリーンユニオン、国労東京地本脱退者が結成したJR東京地域労組が前身）とジェイアール東日本ユニオン（国労秋田・仙台地本脱退者が結成）が統合し、ジェイアール東日本労働組合（JR東日本ユニオン）として発足した。
2013年（平成25年）12月16日、ジェイアール東日本労働組合（JR東日本ユニオン）とジェイアール労働組合（JR東労組非主流派が脱退し結成）が統一し、JR東日本労働組合（JR東日本ユニオン。略称はその後東日本ユニオンに変更）が発足した。
しかし、両労組が過去に鋭く対立した経緯から各地で大量脱退が相次ぎ、組合員数は1,200人弱まで激減した。このとき脱退した統一反対派の組合員の中には、ジェイアール・イーストユニオン（JREユニオン）を結成し、JR連合へ加盟する動きもあった。また仙台地本の委員長や書記長が辞任、新潟地本では統一大会すら開催できないなど組織混乱に陥った。さらに、JR連合はJR東日本労働組合の委員長に制裁を科し、JR連合への加盟申請を保留とした。
2015年、東日本ユニオンは組織の融和に努めたとしてJR連合に正加盟の再申請をしたが、JR連合第24回定期大会において「排除の論理ではないが、判断材料に乏しく、民主化共闘会議の中で共闘を進めることを優先すべき」として受け入れられず、これを受けて東日本ユニオンはJR連合との関係を一旦白紙にするとした。
JR連合側は、翌2016年に開催された第25回定期大会において、それまで保留としてきた東日本ユニオンの脱退届を正式に受理している。また脱退届とともに再度提出された正加盟申請は保留とされた。

## 組織
- 組合員数(東日本旅客鉄道における「エルダー社員」等の定年退職後の再雇用社員等を除く)

349人
- 組織構成[7]

7の地方本部から構成される。
1. 新潟地方本部：新潟支社エリア
2. 長野地方本部：長野支社エリア
3. 関東地方本部：八王子支社エリア・首都圏本部エリア・大宮支社エリア・水戸支社エリア・高崎支社エリア
4. 横浜地方本部：横浜支社エリア
5. 千葉地方本部：千葉支社エリア
6. 東北地方本部：東北本部エリア・盛岡支社エリア
7. 秋田地方本部：秋田支社エリア